# Sphagnum griseum
Sphagnum griseum är en bladmossart som beskrevs av Warnstorf 1898. Sphagnum griseum ingår i släktet vitmossor, och familjen Sphagnaceae. Inga underarter finns listade i Catalogue of Life.